# Andritsaina
Andritsaina  este un oraș în Grecia în prefectura Elida.